# HMS Revenge (1915)
HMS Revenge – brytyjski pancernik z okresu I i II wojny światowej. Był pierwszą jednostką typu Revenge. Okręt posiadający numer taktyczny 06 był dziewiątą jednostką w historii Royal Navy noszącą to imię.

## Historia
Stępkę pod budowę HMS „Revenge” położono 22 grudnia 1913 roku w stoczni Barrow-in-Furness. Wodowanie miało miejsce 29 maja 1915 roku, wejście do służby w czerwcu 1916 roku. Po wejściu do służby okręt wziął udział w bitwie jutlandzkiej w ramach 1. Dywizjonu Liniowego. Podczas bitwy wziął udział w intensywnej wymianie ognia z niemieckimi okrętami. Nie doznał jednak strat w ludziach, udało mu się także uniknąć poważnych uszkodzeń. W styczniu 1920 roku „Revenge” skierowano w rejon Morza Śródziemnego w związku z napiętą sytuacją w Grecji i wojną domową w Rosji. W 1928 roku okręt trafił do stoczni HMNB „Devonport”, gdzie poddano go modernizacji zakończonej w marcu 1929 roku. W 1936 roku rozpoczęła się kolejna modernizacja, trwająca rok, po której okręt wszedł w skład 2. Dywizjonu Liniowego. Po wybuchu II wojny światowej „Revenge” został przydzielony do wykonywania misji eskortowych na północnym Atlantyku. 3 lipca 1940 roku załoga okrętu wzięła udział w przejmowaniu francuskich okrętów w Plymouth, gdzie zajęła m.in. pancernik „Paris”. W październiku 1943 roku okręt wycofano z czynnej służby z powodu znacznego zużycia i przekazano do zadań szkolnych. W maju 1944 roku zdjęto uzbrojenie główne, które miało stanowić rezerwę dla innych będących w służbie pancerników i monitorów mających wspierać planowaną operację desantową we Francji. W 1948 roku „Revenge” został sprzedany na złom.